# Artur Mabellon
François Artur Mabellon (* 13. Oktober 1888 in Claye-Souilly (Seine-et-Marne); † 13. Oktober 1961 ebenda) war ein französischer Bogenschütze.
Mabellon nahm an den Olympischen Spielen 1920 in Antwerpen teil. Insgesamt gewann er drei Medaillen in den Teamwettbewerben der Bogenschützen auf das Bewegliche Vogelziel. Über die Distanzen von 33 m und 50 m errang die aus jeweils acht Schützen und zwei Reserveteilnehmern bestehende französische Mannschaft den zweiten Platz, über 28 m den dritten Platz.